# Johann Christoph II. von Degenfeld
Johann Christoph II. von Degenfeld († 1680) war Grundherr auf Neuhaus und Eulenhof, zu Ehrstädt und Waibstadt sowie Mitherr zu Hohen-Eybach und zu Dürnau.

## Leben
Er war ein Sohn von Christoph Jacob von Degenfeld († 1646) aus dessen erster Ehe mit Anna Margaretha von Helmstatt († 1631). Er und seine beiden Brüder Pleikard Christoph und Christoph Martin waren beim Tod des Vaters noch minderjährig. Als Vormünder wurden Johann Konrad von Helmstatt und Philipp Ludwig von Neipperg bestellt, die für die drei Brüder am 7. Dezember 1646 beim württembergischen Herzog die Belehnung mit Schloss Neuhaus und der württembergischen Hälfte von Ehrstädt beantragten. Nachdem Johann Christoph volljährig geworden war, erhielt er 1656 die Lehen persönlich. Für den Empfang des Wormser Lehens aus der anderen Hälfte Ehrstädts bevollmächtigte er 1660 seinen früheren Vormund Johann Konrad von Helmstatt. Während er in die Lehens- und Besitznachfolge des Vaters eintrat, orientierten sich seine Brüder hin zu Militärlaufbahnen in Italien.
Der Ort Ehrstädt war während des Dreißigjährigen Krieges zeitweise völlig entvölkert, so dass zu Johann Christophs II. vorrangigen Aufgaben die Wiederbesiedlung des Ortes zählte. Vermutlich kamen ihm hierfür die in der angrenzenden Kurpfalz greifenden Wiederbesiedlungsmaßnahmen zugute, die eine große Zahl von Siedlern aus der Schweiz, aus Frankreich und aus den Niederlanden in den Kraichgau brachten. Die Wiederbesiedlung war jedoch nicht einfach, zumal Ehrstädt und die umliegenden Orte im Holländischen Krieg, speziell im Umfeld der Schlacht bei Sinsheim 1674, erneut durch Einquartierungen und Truppendurchzüge zu leiden hatten.
Johann Christophs Wormser Lehen wurden 1670 seinem Bevollmächtigten Jakob Friedrich von Eltz bestätigt. Seine württembergischen Lehen wurden 1674 durch den neuen württembergischen Herzog Wilhelm Ludwig und nach dessen Tod 1678 nochmals durch den Administrator Friedrich Karl bestätigt.
Im Frühjahr 1680 starb Johann Christoph II. und wurde in der Schlosskirche von Neuhaus bestattet.

## Familie
Er war seit 1653 verheiratet mit Veronica Benigna von Dachenhausen. Über die genaue Anzahl der Nachkommen und deren Geburtsjahre gibt es keine klaren Angaben. Insgesamt sind fünf zu Jahren gekommene Nachkommen bekannt:
- Christoph Friedrich I. (1655/60–1705) ⚭ Maria Magdalena von Neipperg († 1728)
- Eberhard Friedrich († 1681/82)
- Ferdinand Friedrich I. (1661–1717) ⚭ Maria Philippine Dorothea von Helmstatt († um 1706), Maria Magdalena von Stetten
- Luisa Sophia († nach 1730)
- Charlotte Maria (1680–1730)

Das Geburtsjahr der Tochter Charlotte Maria ergibt sich aus ihrem Sterbeeintrag im Kirchenbuch von Staden von 1730. Es wird jedoch als zweifelhaft betrachtet, da sie eine sehr spät geborene Tochter gewesen sein müsste.
Johann Gottfried Biedermann nennt in einem seiner Geschlechtsregister weitere fünf früh gestorbene Kinder: Maximilian August, Johann Christoph III., Johann Christoph IV., Juliana Veronica und Charlotta Benigna.